# Cirque de Mourèze
Le cirque de Mourèze est situé dans la commune de Mourèze dans le département de l'Hérault en région Occitanie.

## Géographie
Le cirque est voisin du lac du Salagou et du village de Villeneuvette.
Il s'agit d'un cirque dolomitique de 340 ha, vieux de 160 millions d'années, où l'érosion a façonné un paysage ruiniforme, aux sculptures rocheuses étonnantes. La dissolution différentielle de la dolomie et la présence d'un massif fortement diaclasé explique la formation d'un champ de panneaux et de  colonnes rocheuses (pinacles) aux formes parfois suggestives. Les pinacles sont nommés : le Sphynx, le Gardien, l'Oracle, l'Ours et le Berger, les Hauts Fourneaux, le Cerbère, la Tour du Guetteur, la Tour de la Brèche, la Tour du Poulailler, etc. Certaines de ces colonnes pétrifiées prennent des formes étranges, évoquant un crâne humain, la silhouette d'un rapace ou encore d'un phallus (des cartes postales en vente à Mourèze étaient d'ailleurs légendées « le zizi »). Une des scènes du film Le Bénévole de Jean-Pierre Mocky montre une aliénée se "frottant langoureusement" à la base de ce pinacle à la forme si particulière.

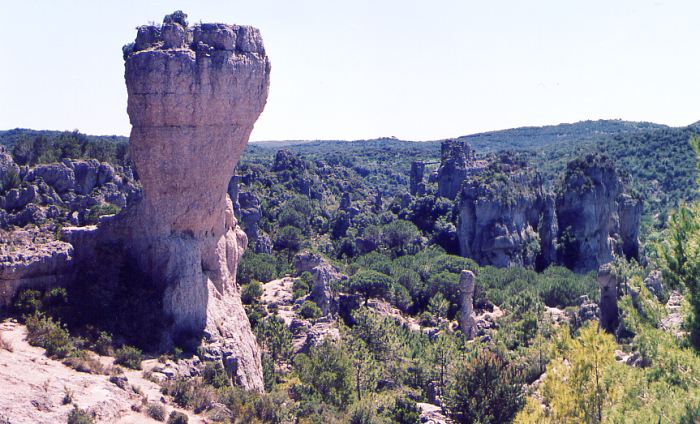
le Sphynx (Cirque de Mourèze)
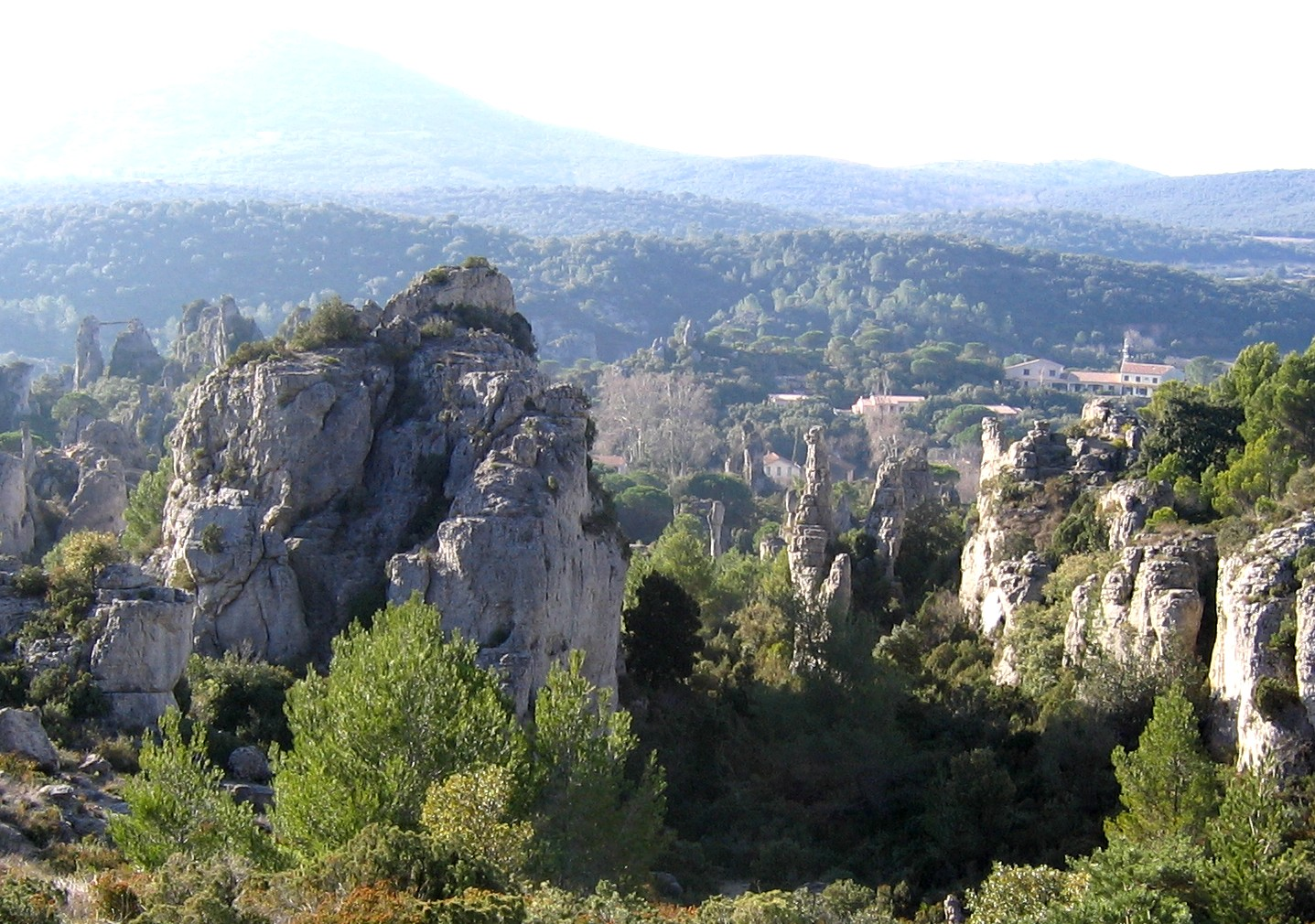
Cirque de Mourèze
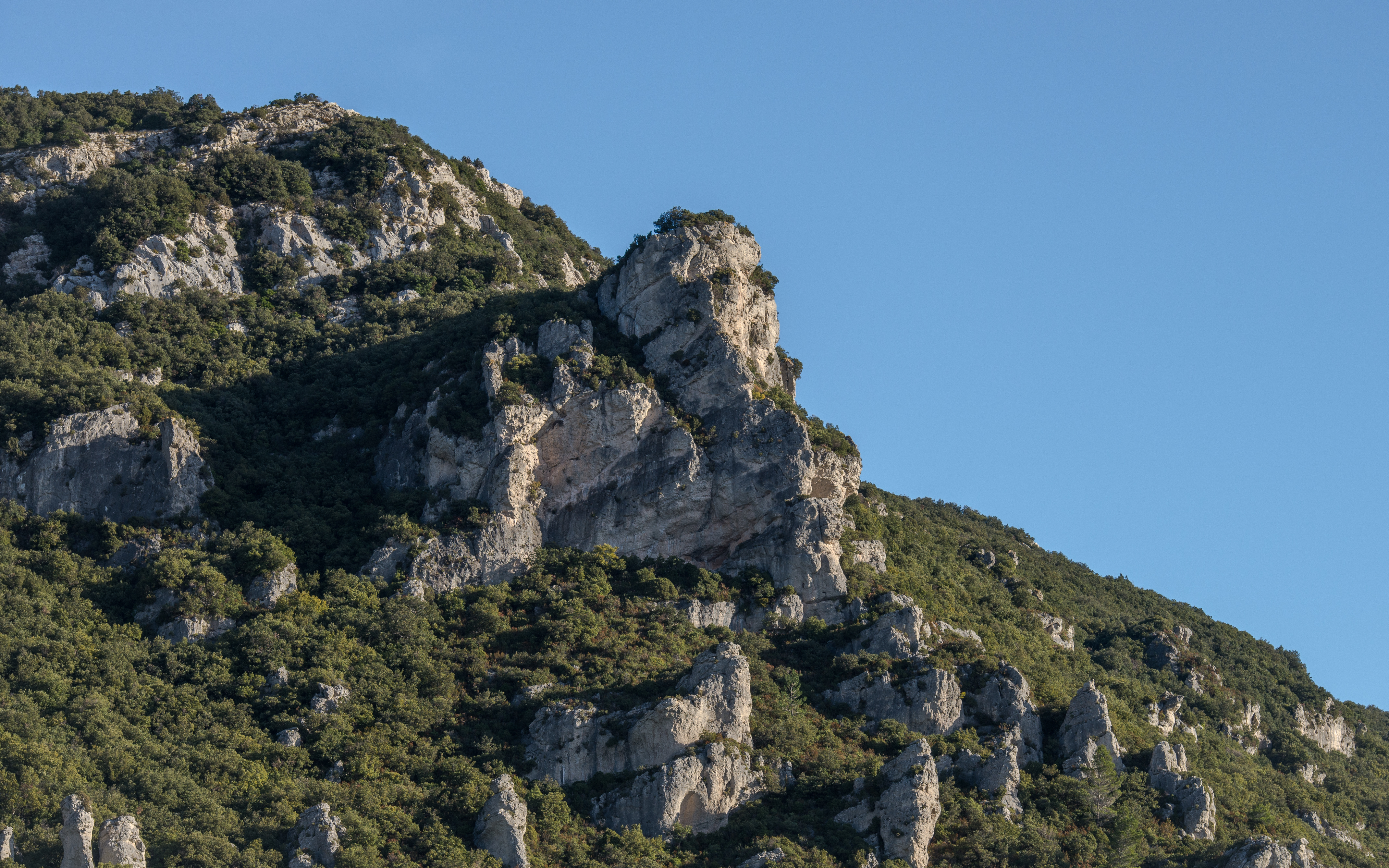
Cirque de Mourèze
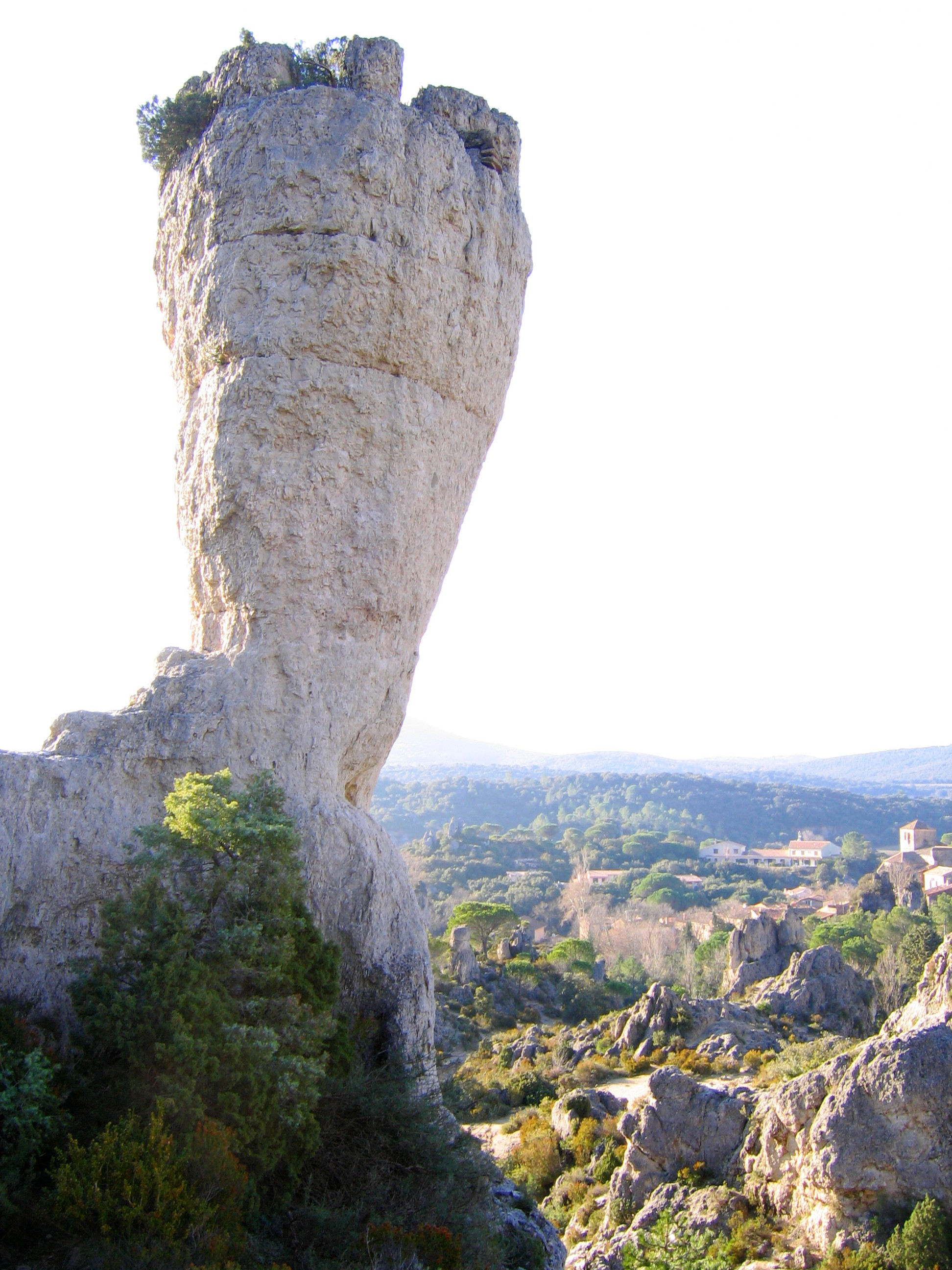
Autre vue du Sphynx
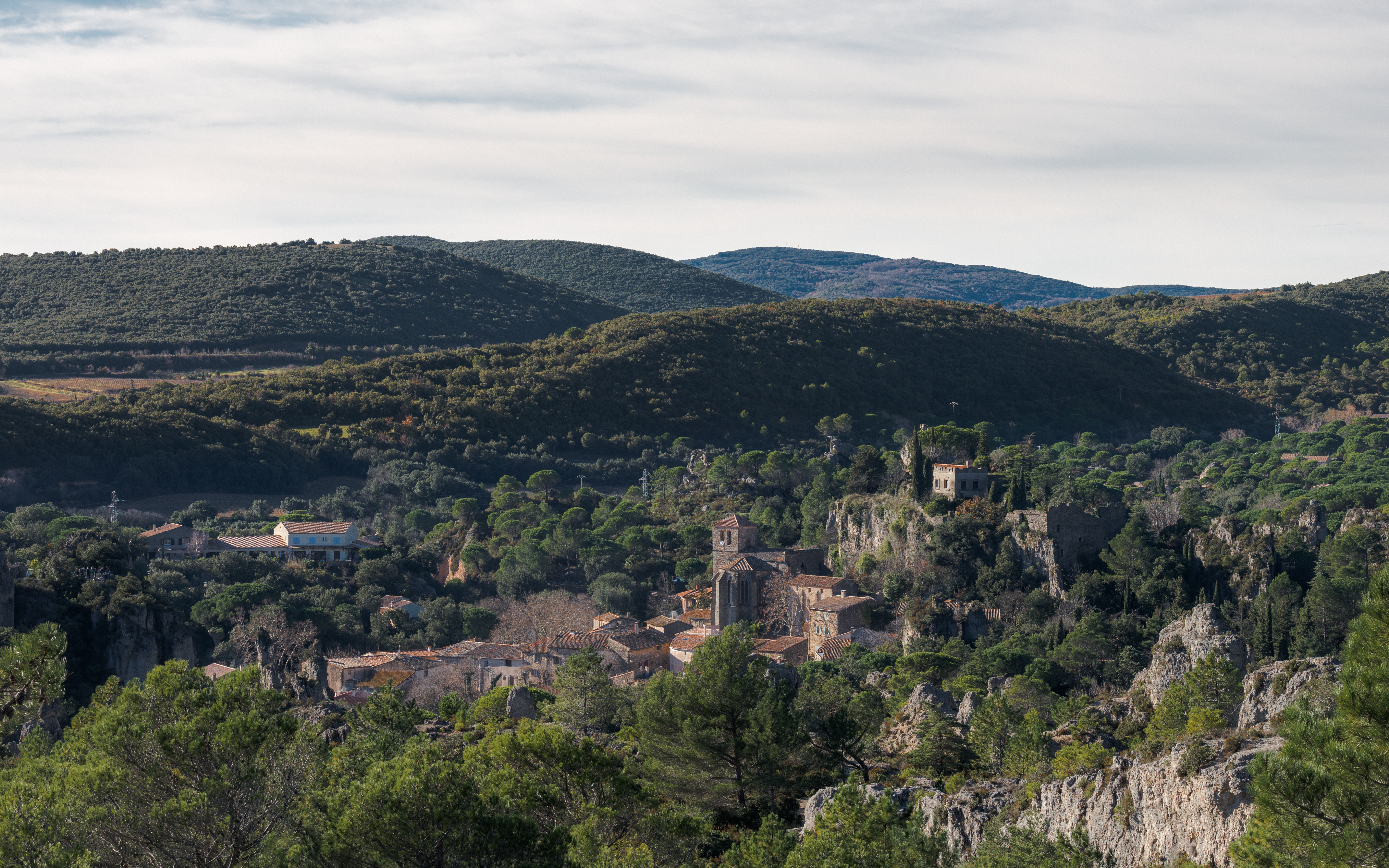
Vue générale du village.
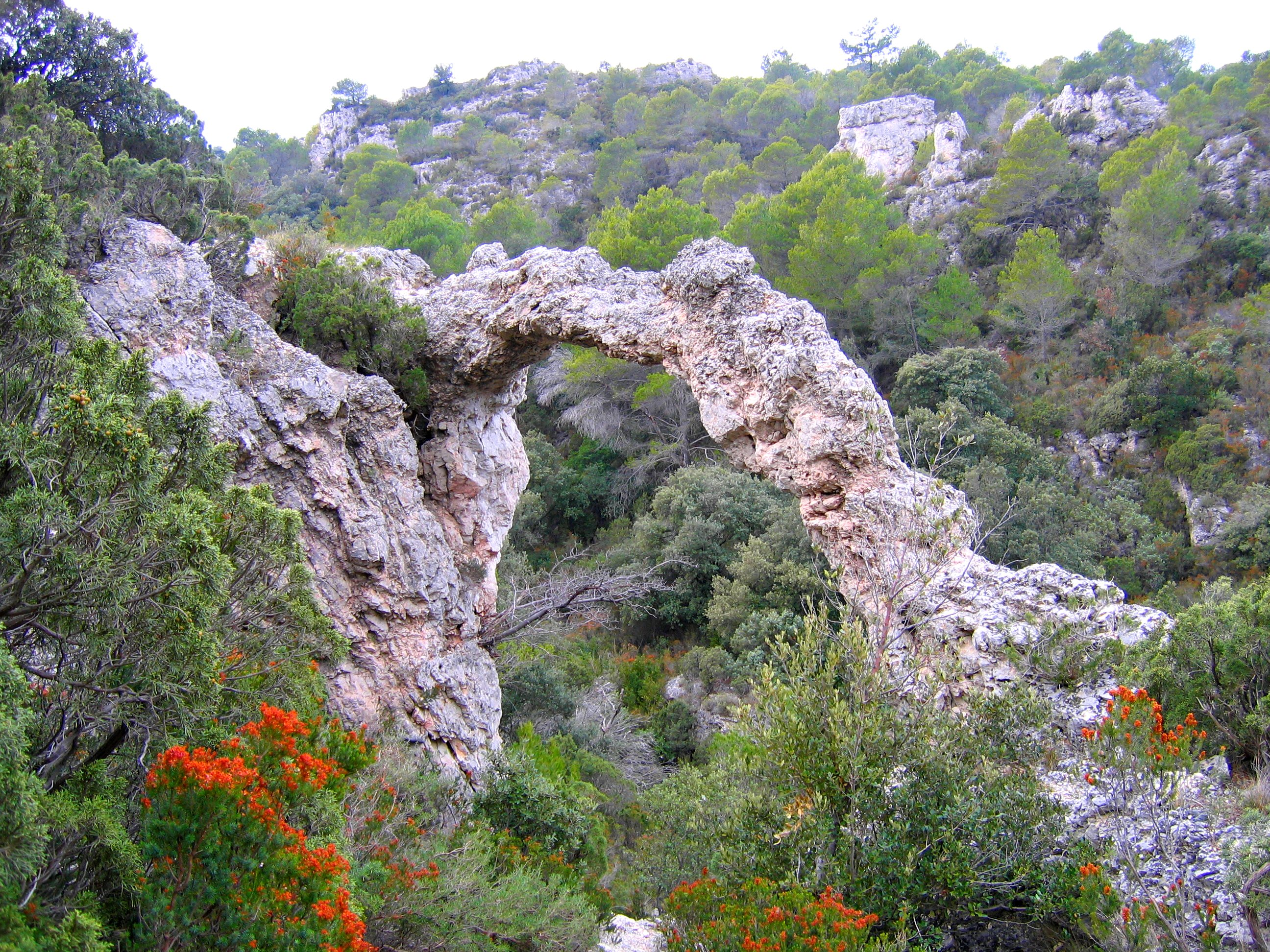
Arche (Cirque de Mourèze)
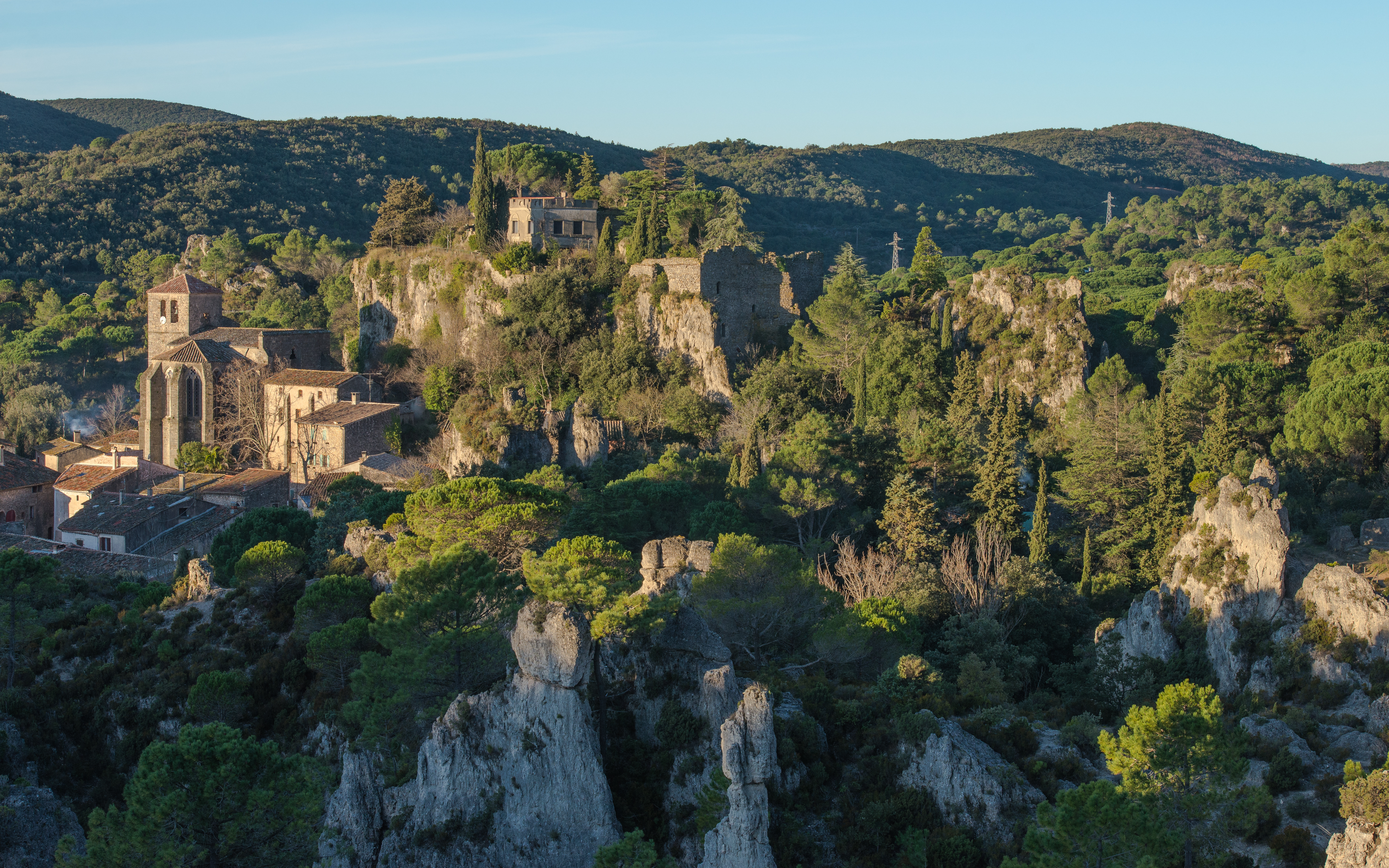
Le cirque et le village.

## Histoire
Le cirque de Mourèze, a autrefois abrité des hommes de la préhistoire (plusieurs oppida et cavernes), puis accueilli les charbonniers et les bergers. Le site a été fouillé pour une première fois par G. Vasseur en 1911, les résultats ont été publiés en 1914 et plusieurs vestiges de l'âge du bronze final III sont exposés au musée Borély de Marseille. De 1920 à 1980, l'écrivain Gaston Combarnous (1892-1987) s'intéressa au lieu et publia deux monographies. Il fut le premier à réaliser un cartogramme du cirque, effectua plusieurs prospections et attribua un nom à la plupart des rochers. Installé en 1940 à Mourèze, il y écrivit plusieurs ouvrages scientifiques, mais aussi des romans sur la région. Au début des années 1960, l'association des Chênes Verts effectua plusieurs sondages sur le site des Courtinals. Leurs recherches conclurent à une occupation du lieu allant du néolithique moyen au début du l'âge du fer. Sous la conduite du professeur Dominique Garcia de l'université d'Aix-en-Provence, des fouilles ont été effectués en 1991 à travers six sondages et coupes horizontales. Pendant ces fouilles, une cabane de l'âge du bronze a été retrouvé en bon état de conservation et les fondations d'une construction chalcolithique ont pu être dégagées.
Aujourd'hui, l'absence de troupeau laisse la végétation recouvrir le site, surtout fréquenté par les promeneurs qui viennent se perdre dans le labyrinthe naturel de ses rochers aux formes étranges.

## Tourisme
Une table d'orientation a été installée sur le belvédère du parc des Courtinals, d'où on a un large panorama sur le cirque. La partie archéologique « Les Courtinals » abrite également la reconstitution scientifique d'une cabane gauloise de l'époque 350 av. J.-C., ainsi qu'un petit musée avec l'exposition des vestiges trouvés sur le site. Sur 70 ha, le cirque est parcouru par des sentiers pédestres entretenus.

## Art
- Michel Moskovtchenko a peint entre 1974 et 1980 une suite d'œuvres sur le cirque de Mourèze.